# NGC 4319
NGC 4319是一個棒旋星系，位於天龍座，距離地球約7,700萬光年。形態分類為SB(r)ab，顯示它是一種具有內環結構和中度至緊密纏繞臂的棒狀螺旋。NGC 4319位置靠近NGC 4291和NGC 4386星系，中間間隙發出的X射線顯示NGC 4319與NGC 4291可能正在相互作用。與銀河系相比，NGC 4319的電離氫比例要高得多。
1971年，美國天文學家赫頓·阿普注意到NGC 4319和馬卡萊恩205之間似乎存在物理聯繫，馬卡萊恩205是一顆具有更高紅移的類星體。他認為，如果馬卡萊恩205不是背景天體，那麼它可能是從這個星系的核心噴射出來的。兩者之間明顯發光聯繫引起一場天文學家之間的爭議，其他天文學家試圖反駁這一說法並提供解釋。哈伯太空望遠鏡的觀測表明，來自馬卡萊恩205的光線穿過NGC 4319 的圓盤和光暈到達地球，顯示馬卡萊恩205其實是一個背景天體。

## 外部連結
- Hubble Heritage site: Pictures and description （页面存档备份，存于）
- Hubble Heritage site:NGC 4319 and Markarian 205 （页面存档备份，存于）